# Falize
Falize est un hameau de la commune et ville belge de Malmedy située en Région wallonne dans la province de Liège. 
Avant la fusion des communes de 1977, Falize faisait déjà partie de la commune de Malmedy

## Situation
Situé sur le versant sud-est du petit ruisseau de Falize et de la Warche, son confluent, le hameau de Falize étire ses habitations le long d'une route de campagne menant de Malmedy à Bellevaux. Il avoisine les hameaux d'Otaimont, Xhurdebise et Cligneval.

## À voir
À proximité du hameau, se dresse le rocher de Falize, un imposant bloc de quartzite dominant la rive gauche de la Warche.

## Loisirs
Le sentier de grande randonnée 14 (sentier de l'Ardenne allant de Malmedy à Sedan) traverse le hameau.